# Râul Turcu, Helegiu
Râul Turcu este un curs de apă, afluent al râului Helegiu. 